# アルド・フィンツィ
アルド・フィンツィ（Aldo Finzi、1897年2月4日 - 1945年2月7日）は、イタリアの作曲家。
ミラノ出身。マントヴァで音楽家を輩出したユダヤ人の家系に生まれる。パヴィア大学で法学を学ぶと同時に、ローマの聖チェチーリア音楽院で作曲を学んだ。若くして成功を収め、作品の多くがリコルディから出版された。
しかし1938年に人種法が成立し、ユダヤ人である彼の作品が演奏される機会は失われた。それでも音楽への情熱は失わず、偽名を使って作曲を続けた。第二次世界大戦中に北イタリアがドイツの影響下におかれると、潜行生活を送っていたが、奇跡的に捜索や強制送還を免れた。1944年から1945年にかけて、自分と息子の無事を神に感謝して『合唱とオーケストラのための詩篇』を作曲した。しかし2月7日に病死し、偽名のまま埋葬された。故郷のミラノの家族の墓地に改葬されたのは、戦争終結後のことである。

## 作品

### オペラ・オペレッタ
- 風のセレナータ
- シャイロック

### 管弦楽曲
- シラノ・ド・ベルジュラック
- 無限に
- 間奏曲
- ２つのピアノと２つのサクソフォーンとオーケストラのための舞曲

### 室内楽曲・器楽曲
- 弦楽四重奏曲
- ヴァイオリンのためのソナタ
- オルガンのための前奏曲とフーガ